# Типовий проект школи № 34
Типовий проєкт № 34 чотириповерхової цегляної школи на 880 учнів було розроблено в 1938 у Шкілпроєкті Народного комісаріату освіти УСРР архітектором І. Р. Шиманським.

## Опис
Проєкт має симетричну головну фасаду шириною 30,7 м з ризалітом шириною 17,7 м, і несиметричний плян з довжиною правої бічної фасади 46,2 м або 15 вікон. Залежно від року побудови є відмінності будівель у кількості вікон.

## Світлини

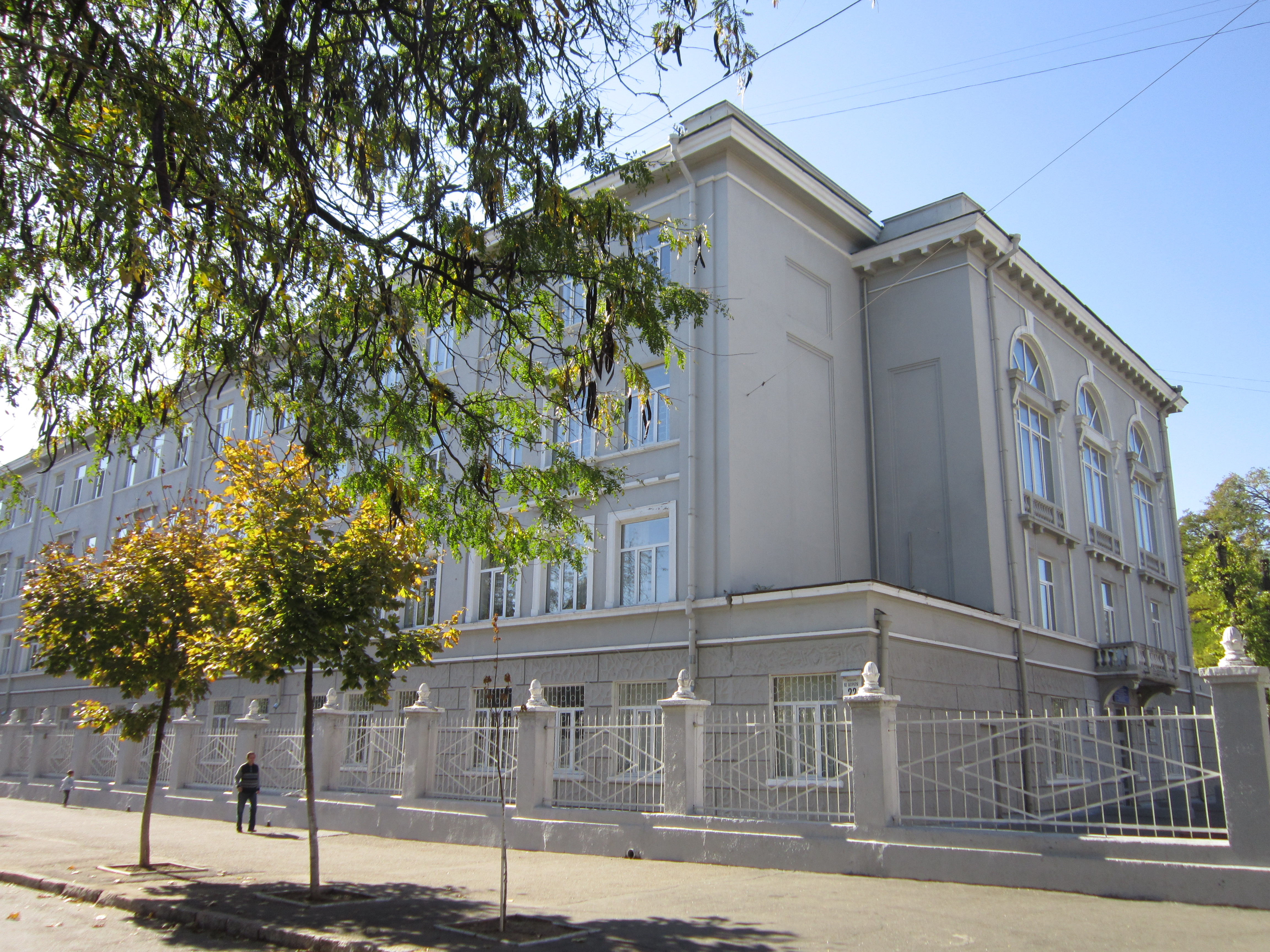
Одеса, Молдаванка, школа № 10, 1938–1939, архітектор прив'язки Й. О. Гродський
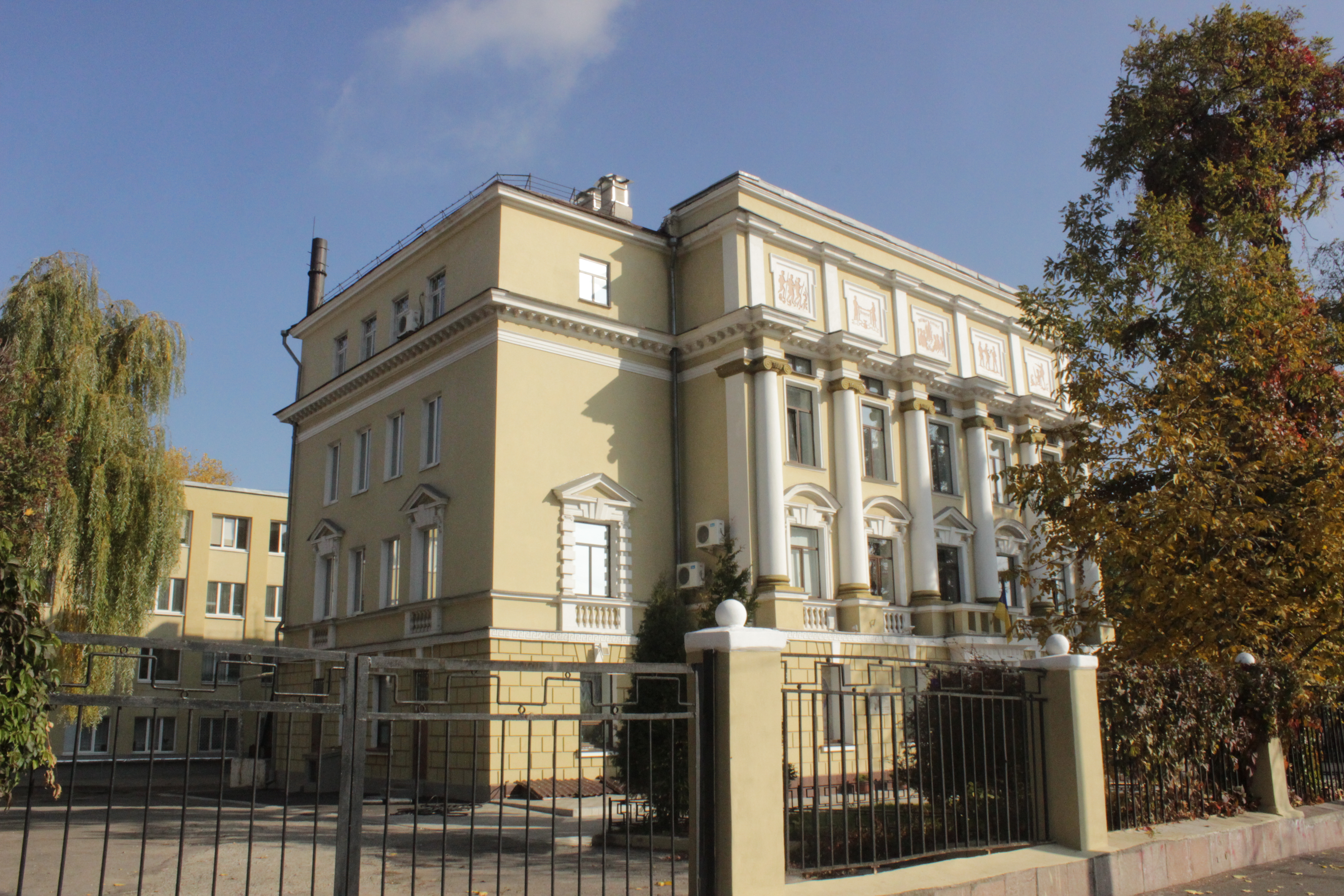
Дніпро, просп. Яворницького, школа № 23, 1940
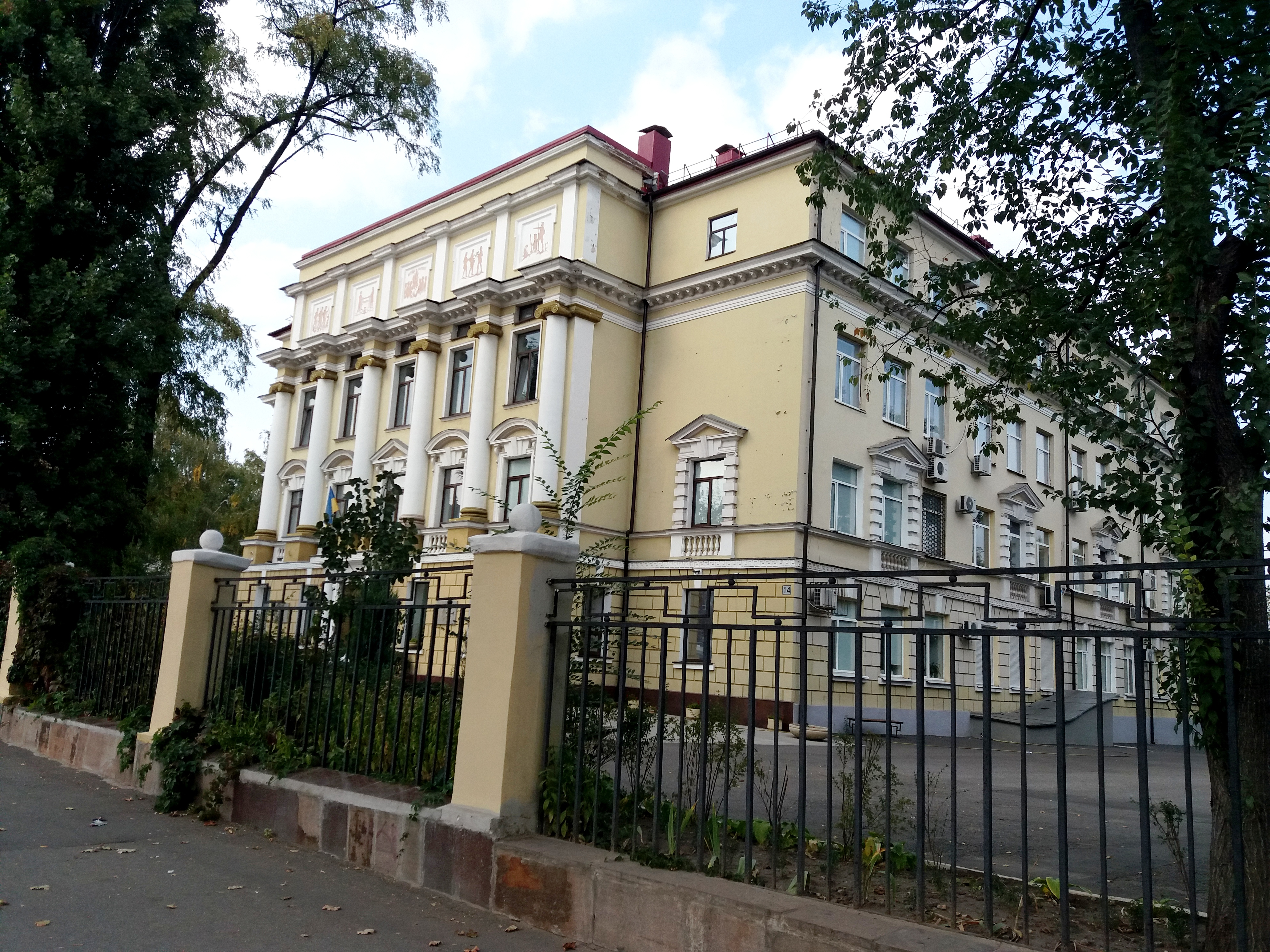
Дніпро, просп. Яворницького, школа № 23, 1940
пляни середьної школи № 23 у Дніпрі
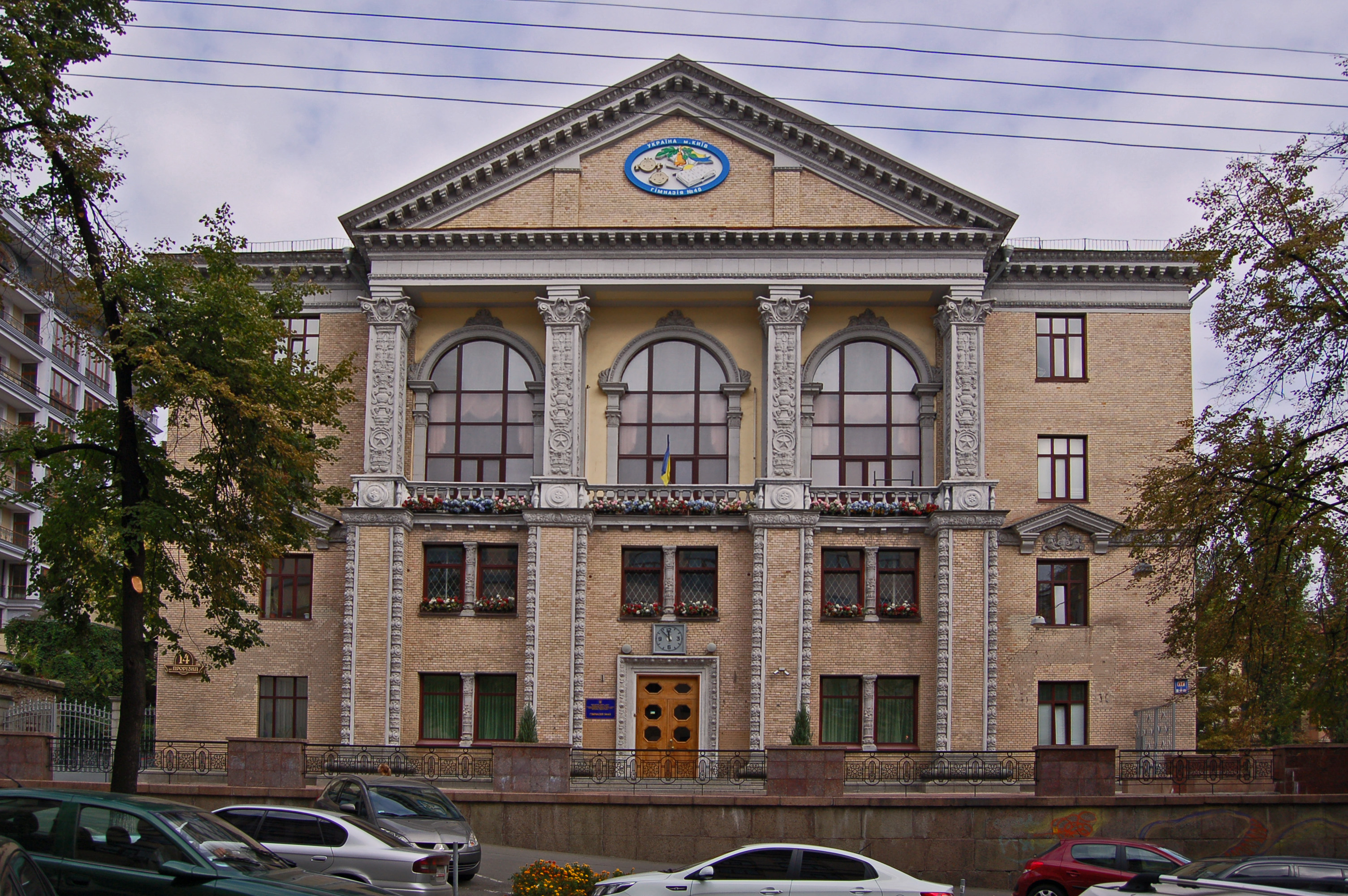
Київ, вул. Прорізна, гімназія № 48, 1950–1951 — дзеркальний плян, архітектори прив'язки Б. Жежерін і С. Авербах
Київ, вул. Прорізна, гімназія № 48, 1950–1951 — дзеркальний плян, архітектори прив'язки Б. Жежерін і С. Авербах
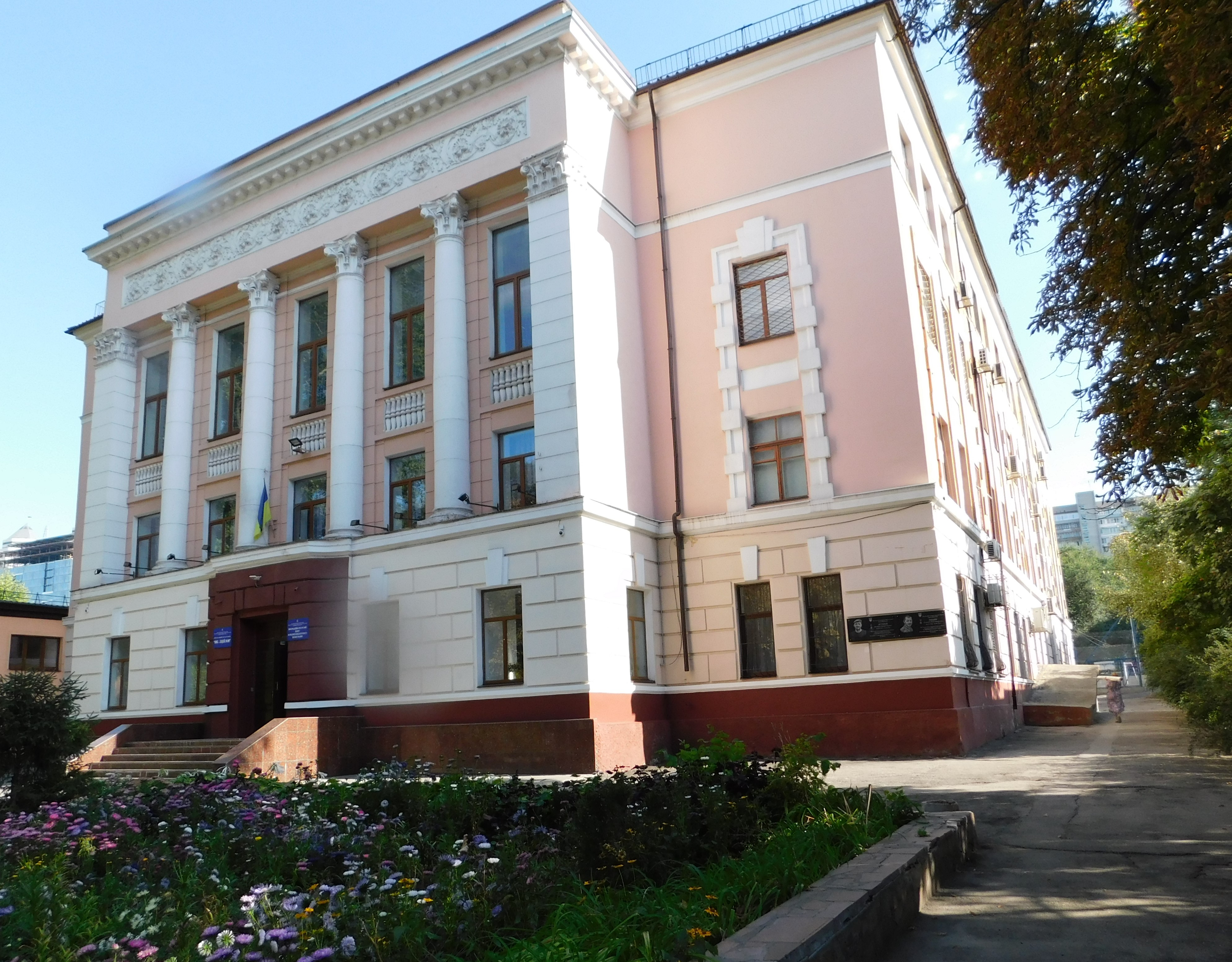
Дніпро, Успенська пл., ліцей № 100, 1951
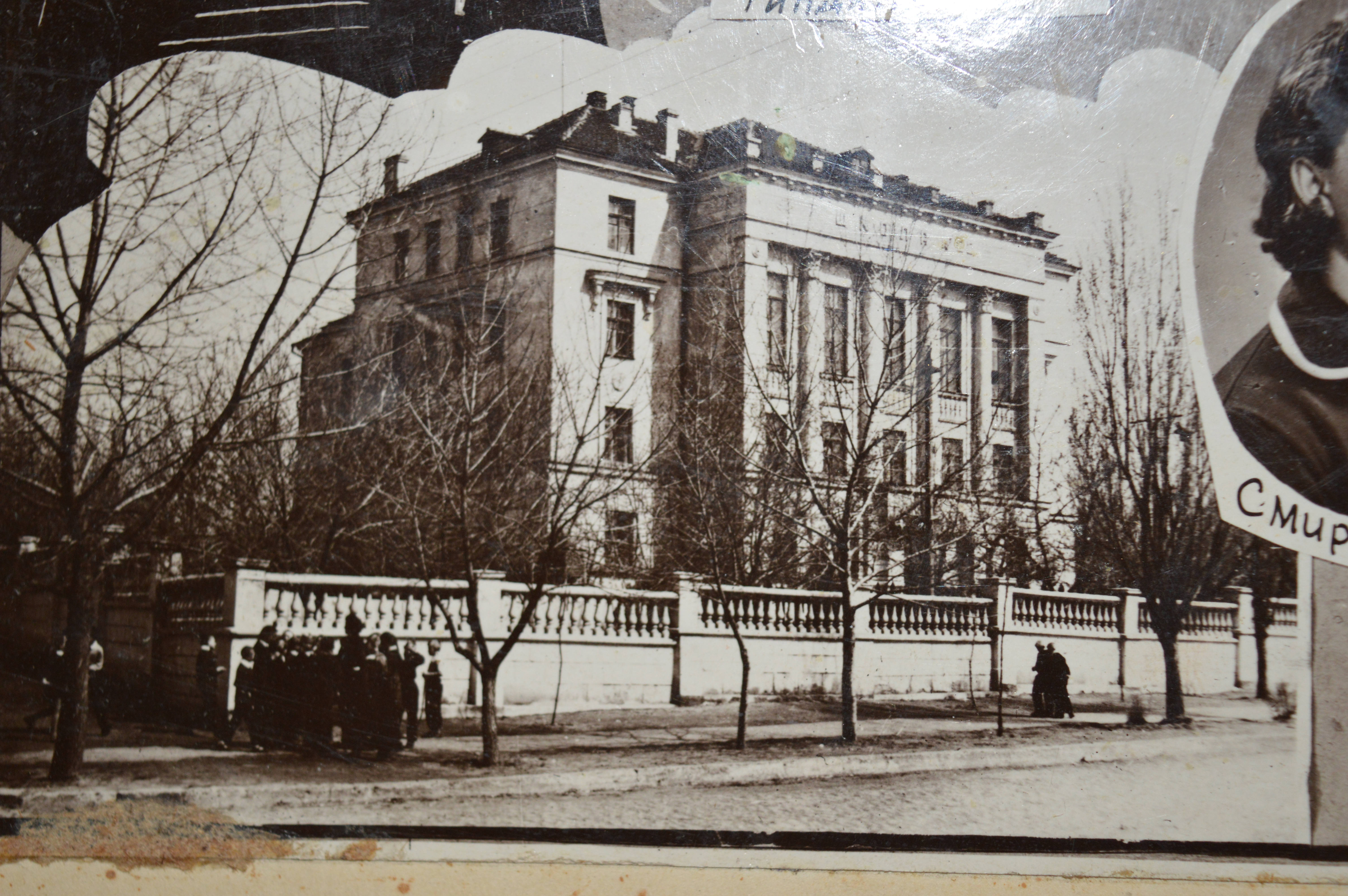
Миколаїв, школа № 22, 1953 р.
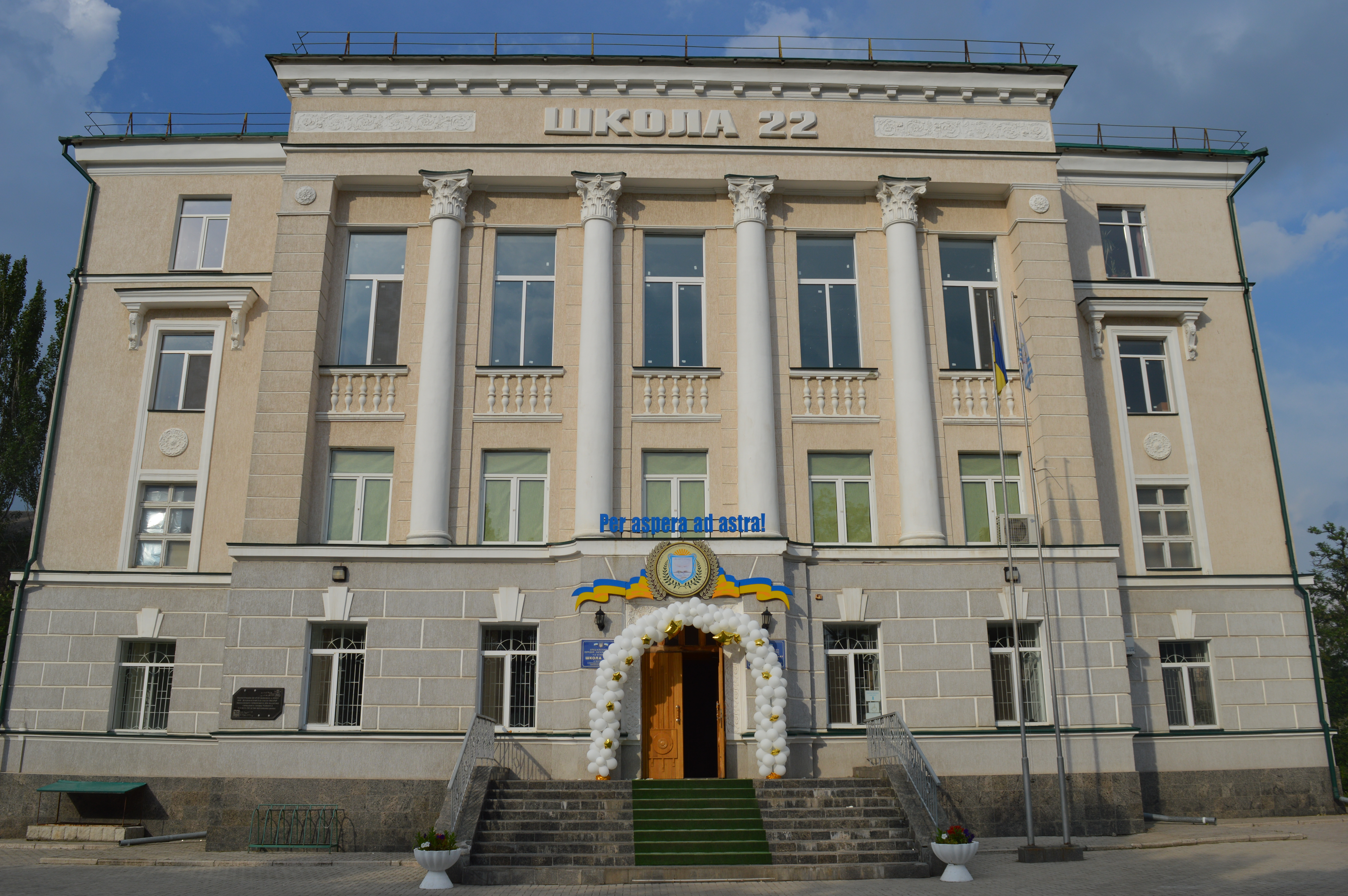
Миколаїв, школа № 22, 1953 р.
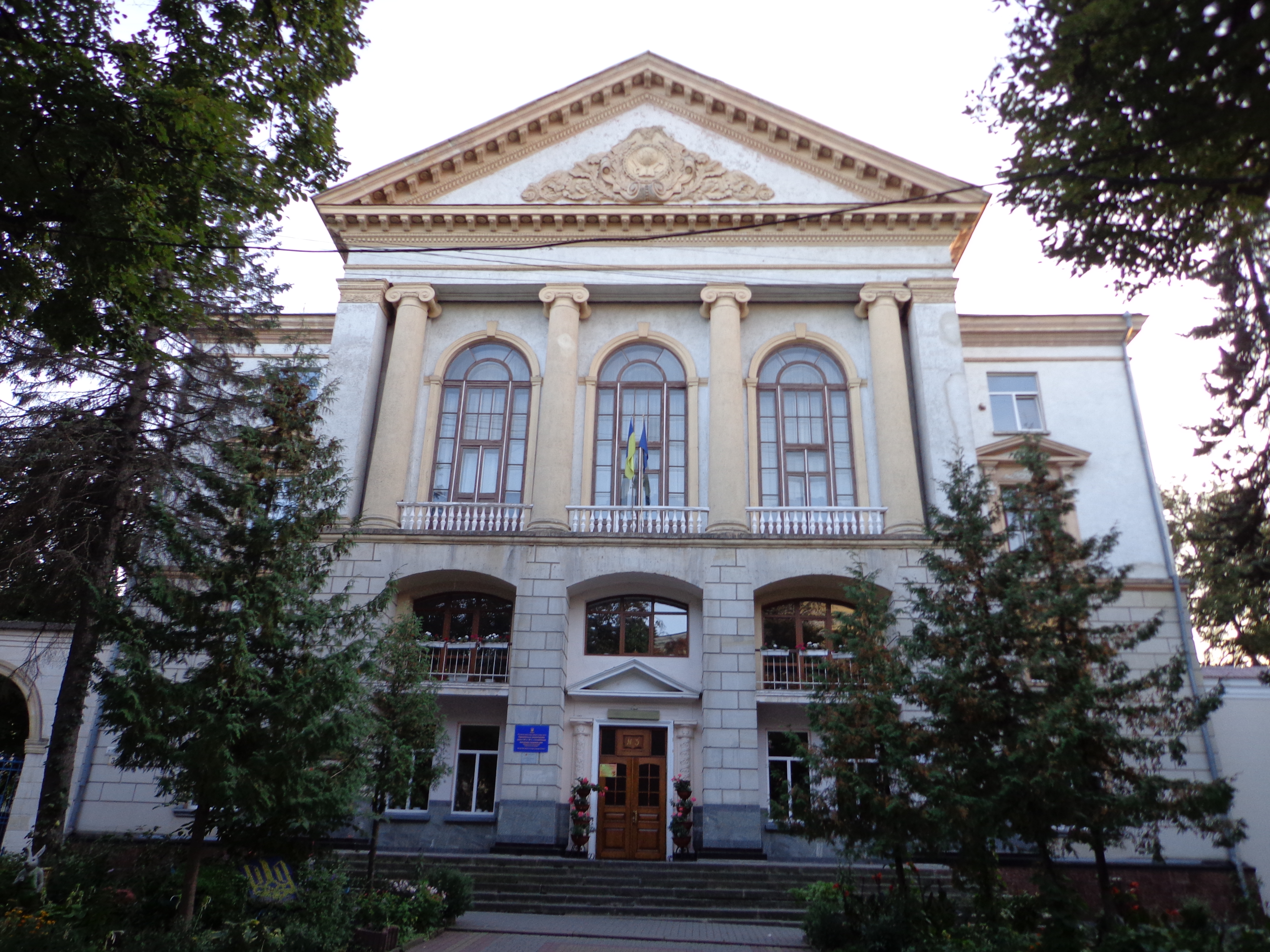
Тернопіль, школа № 3, 1954
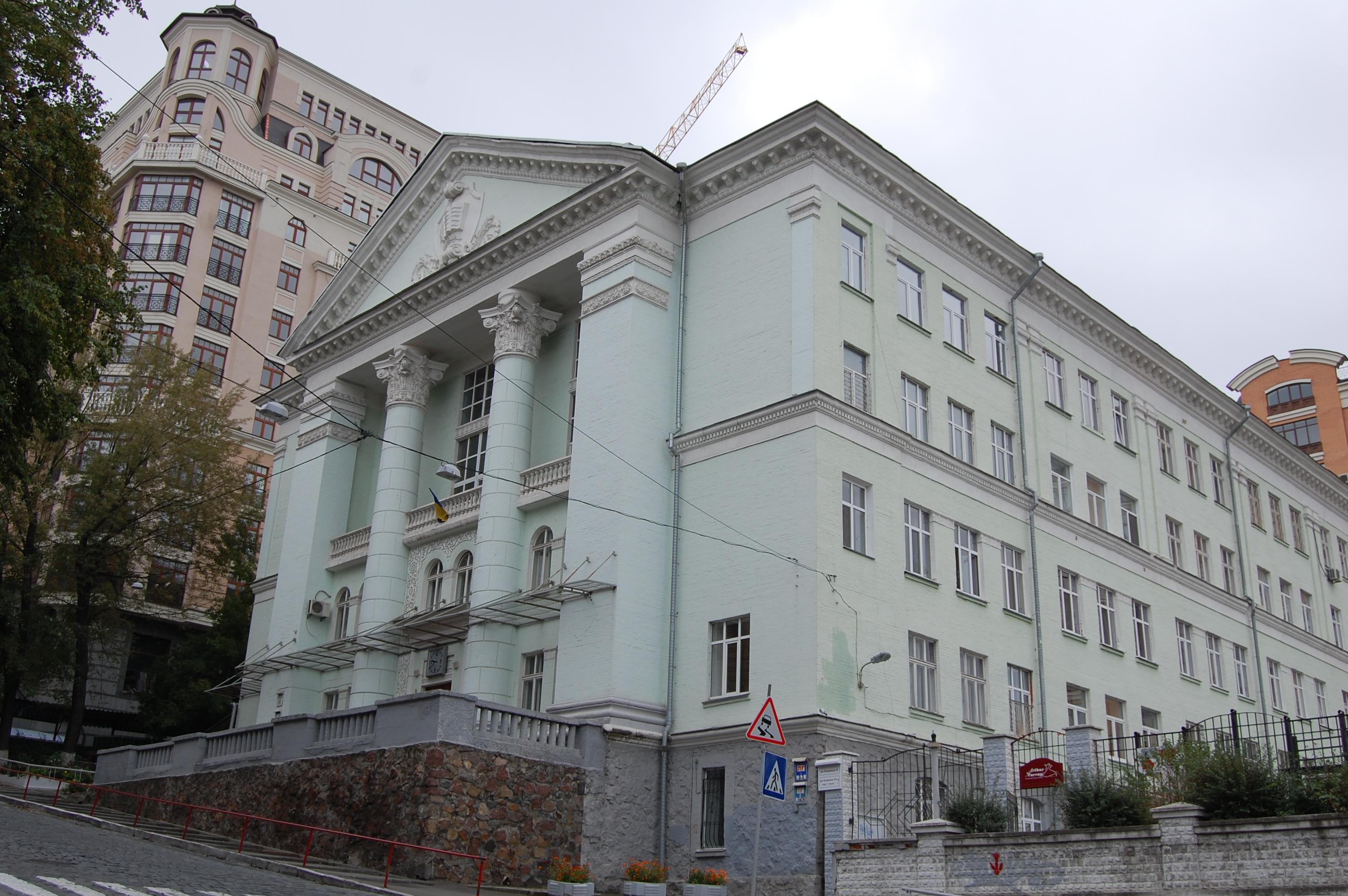
Київ, вул. Лютеранська, гімназія № 117, 1955
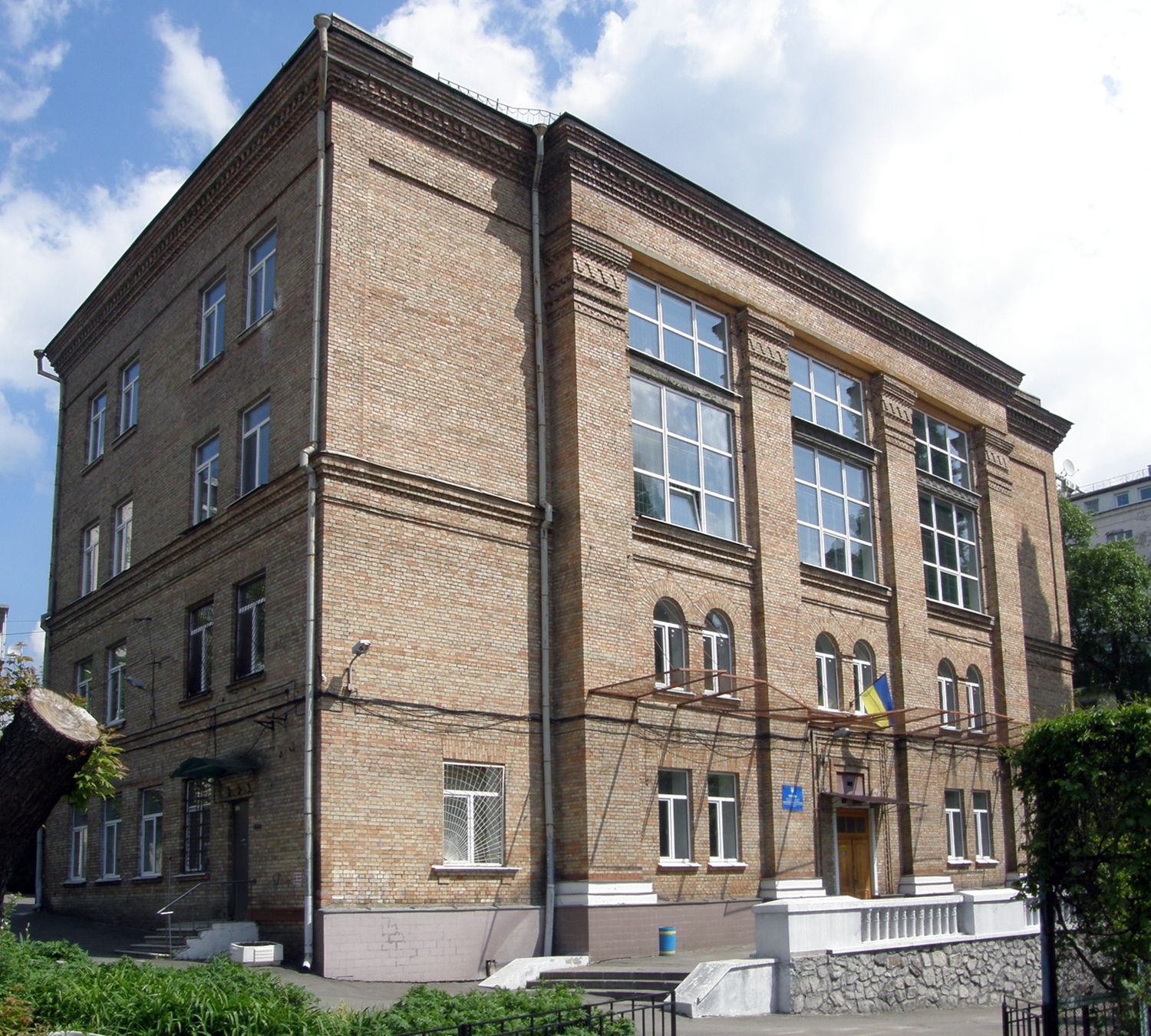
Київ, вул. Антоновича, школа № 87, 1956
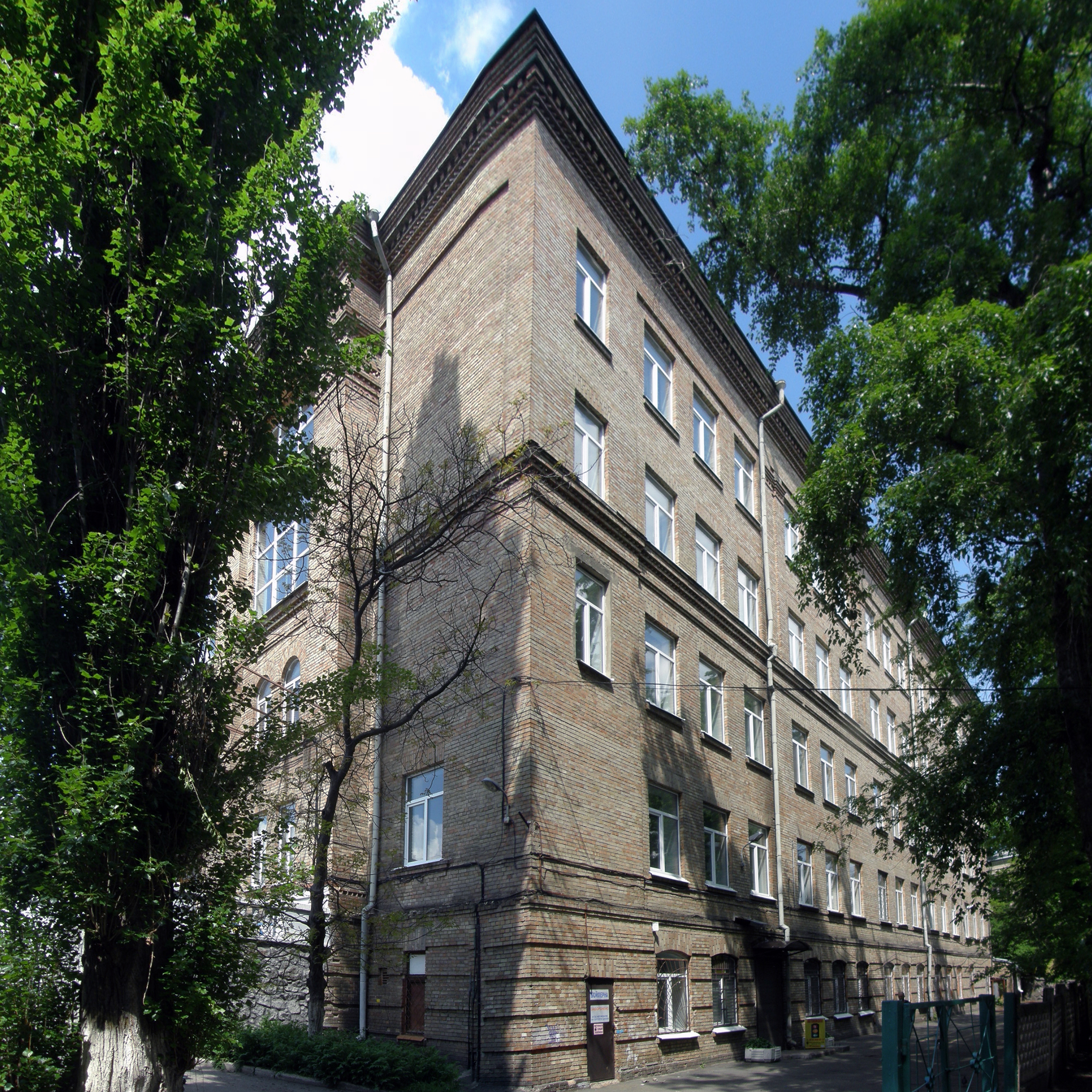
Київ, вул. Антоновича, школа № 87, 1956
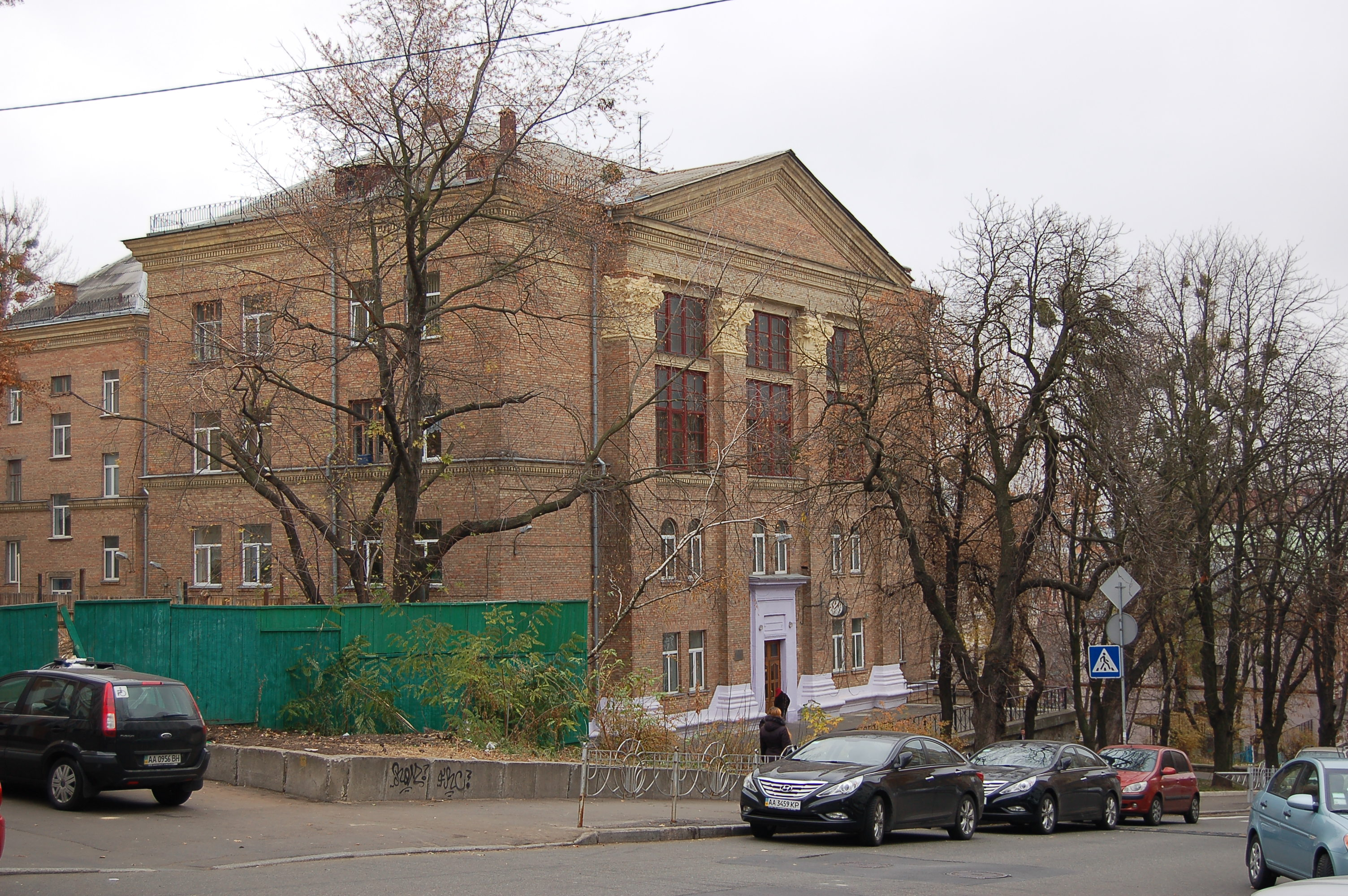
Київ, вул. Тарасівська, школа № 92